# Ježce
Ježce so naselje v Občini Šmartno pri Litiji. Glavni dejavnosti v kraju sta rudarstvo, kmetijstvo in gozdarstvo. Velikost kraja je 157 ha. Spada v porečje reke Temenice in leži v gričeviti do hriboviti vinogradniški pokrajini.